# Hypobleta viettei
Hypobleta viettei är en fjärilsart som beskrevs av Emilio Berio 1954. Hypobleta viettei ingår i släktet Hypobleta och familjen nattflyn. Inga underarter finns listade i Catalogue of Life.